# Калтан (Червоногвардійський район)
Калта́н (рос. Калтан) — село у складі Червоногвардійського району Оренбурзької області, Росія.

## Населення
Населення — 322 особи (2010; 360 у 2002).
Національний склад (станом на 2002 рік):
- росіяни — 65 %